# ترابر جون إم دي
ترابر جون إم دي (بالإنجليزية: Trapper John, M.D.)‏ هو مسلسل دراما تم إنتاجه في الولايات المتحدة. بدأ عرضه في سنة 1979 على سي بي إس. بلغ عدد مواسم المسلسل 7 مواسم، بلغ عدد حلقاته 151 حلقة، وتبلغ مدة الحلقة الواحدة 48 دقيقة. تم بث المسلسل لأول مرة بتاريخ 23 سبتمبر 1979 بينما تم بث آخر حلقة منه بتاريخ 4 سبتمبر 1986. من بطولة غريغوري هاريسون وبرايان ستوكس ميتشيل.

## روابط خارجية
- ترابر جون إم دي على موقع IMDb (الإنجليزية)
- ترابر جون إم دي على موقع روتن توميتوز (الإنجليزية)
- ترابر جون إم دي على موقع كينوبويسك (الروسية)
- ترابر جون إم دي على موقع ألو سيني (الفرنسية)
- ترابر جون إم دي على موقع قاعدة بيانات الفيلم (الإنجليزية)